# Municipio de Ticul
El Municipio de Ticul es uno de los 106 municipios del estado mexicano de Yucatán. Su cabecera municipal es la localidad homónima de Ticul.

## Toponimia
El nombre del municipio, Ticul, significa en lengua maya allí quedó o fue el asiento. Proviene de los vocablos mayas Ti, que significa allá, allí y culi, quedar asentado.

## Colindancia
El municipio limita al norte con los municipios de Sacalum y Chapab, al sur con Oxkutzcab, al oriente con Dzan y al poniente con Santa Elena y Muna.

## Datos históricos
La región que hoy se denomina municipio de Ticul perteneció en tiempos prehispánicos a la provincia de los Tutul xiúes.
- 1549: Se establece la primera encomienda en donde hoy se asienta la ciudad de Ticul.
- 1821: Declarada la independencia de Yucatán y su posterior anexión al resto de México, el poblado de Ticul pasa a formar parte del Partido de la Sierra Alta, cuya cabecera fue Tekax.
- 1840: Conforme se fueron dando diversos cambios en la división política de la península, durante el siglo XIX, Ticul se vuelve cabecera del partido de su mismo nombre.
- 1847: Ticul toma el título de Villa.
- 1867: Toma por decreto el título de Ciudad;
- 1922: El título de ciudad es derogado conjuntamente con el que le diera el título de Villa quedando con la categoría de pueblo.
- 1960 Por decreto del Congreso estatal, se añade a la entonces villa de Ticul el apellido del coronel Alberto Morales. A partir de esa fecha la denominación oficial de la cabecera municipal es Ticul de Morales.
- 1981 Durante la administración de Francisco Luna Kan, se erige nuevamente el pueblo de Ticul en Ciudad.

Personajes Ilustres: Francisco Chí, cacique de Ticul, quien gobernó entre los años 1562-1569.

## Economía
Las principales actividades productivas son desarrolladas en el sector primario, parrticularmente el agropecuario. Se caracteriza el municipio por tener suelos agrícolas fértiles aunque un tanto arcillosos y a cierta profundidad (30 - 35 metros), agua disponible en un manto freático estable. Se cultiva el maíz, frijol, chile, sandía, jícama, y tomate. En las actividades pecuarias sobresale la cría de aves de corral: el pavo y las gallinas. Hay una considerable producción de huevo. Del mismo modo la cría de bovinos es significativa.
También en el sector secundario se da una industria floreciente tanto en el área del vestido como del calzado. Esta última actividad productiva atrae numerosos clientes de la región peninsular y en la actualidad la exportación de calzado de mujer ha tenido un crecimiento notable.

## Atractivos turísticos
- Arquitectónicos:
  - La capilla (católica) de San Enrique.
  - La capilla (también católica) de San Juan.
  - Entre otras construcciones religiosas sobresalen también el exconvento y parroquia de San Antonio de Padua y las capillas de Santiago, Mejorada, Nuestra Señora de Guadalupe, San Román y San Ramón, todos de la época colonia.
  - En Yotholin, comisaría de Ticul, la iglesia de San Buena Ventura construido en el siglo XVIII.
  - En Pustunich, otra comisaría de Ticul, el exconvento y templo de Asunción (siglo XVIII) y la iglesia de la Purísima Concepción.

- Arqueológicos: Hay diversos sitios con vestigios mayas con contenido interesante:
  - Chancouc
  - Idzibil
  - Banazay
  - Xcanalep
  - Dzula
  - Mecalab
  - Xcuntikam
  - Itzimté.

- En el municipio se llevan a cabo anualmente varias fiestas populares:
  - Feria del Tabaco que se realiza el 5 de abril.
  - La fiesta de San Román, del 23 al 25 de septiembre.
  - La fiesta del Santo Cristo de las Ampollas, del 7 de octubre.